# دوشیزه‌ماهی گوزنی
دوشیزه‌ماهی گوزنی (نام علمی: Amblyglyphidodon curacao) نام یک گونه از تیره شقایق‌ماهیان است.